# Фонтан правосудия (Франкфурт-на-Майне)

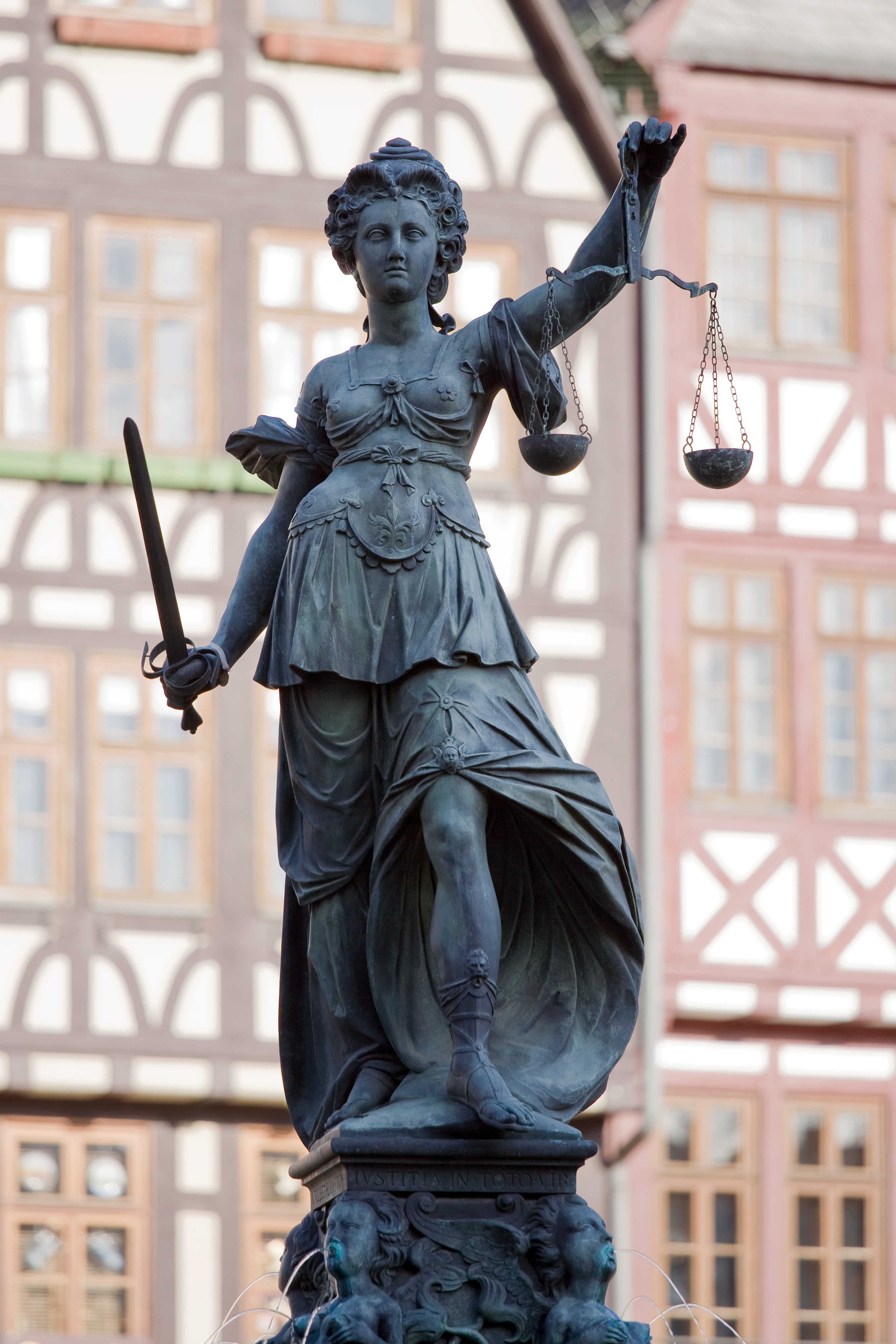
Скульптура Юстиции на фонтане

«Фонтан правосудия» (фонтан «Правосудие», нем. Gerechtigkeitsbrunnen, Justitiabrunnen) во Франкфурте-на-Майне — скульптурный фонтан и достопримечательность города.

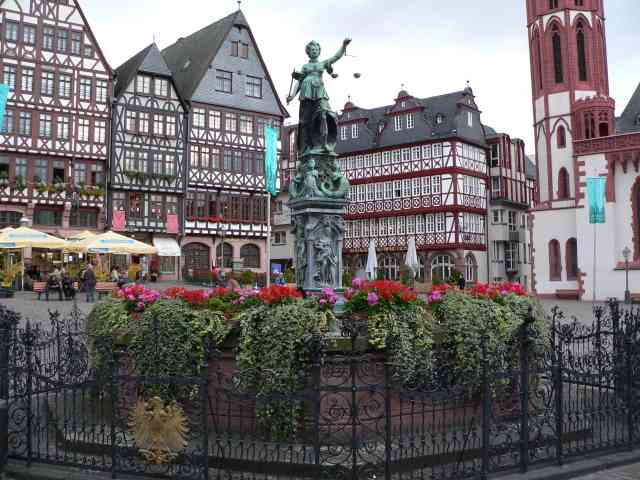
Фонтан правосудия на площади Рёмерберг

Скульптура на фонтане изображает римскую богиню Юстицию. В отличие от большинства других изображений богини, на её глазах нет повязки. Фонтан расположен в центре главной площади Франкфурта Рёмерберг (нем. Römerberg — «римская гора») напротив Рёмера. По углам цоколя фонтана находятся четыре нимфы источников, потоки воды из грудей которых символизируют плодородие. В честь коронации императоров Священной Римской империи в фонтан подавалось белое или красное вино, расходы на которое нёс новый император.
Современный фонтан восьмиугольной формы из красного песчаника был построен в 1611 году на месте более древнего фонтана, известного ещё в 1543 году. Статуя Юстиции, также из песчаника, была создана скульптором Иоганном Кохайзеном и раскрашена художником Филиппом Уффенбахом.
Со временем статуя из песчаника стала разрушаться. В 1863 году она была отреставрирована, но уже в 1872 году окончательно демонтирована. На фотографиях того времени чаша фонтана закрыта деревянными балками.
Новая статуя Юстиции была отлита из бронзы в 1887 году на средства, предоставленные франкфуртским виноторговцем Густавом Манскопфом. В августе 2007 года и она побывала на реставрации.
Изображение статуи Юстиции на франкфуртском фонтане является в Германии популярным мотивом для заставки для телевизионных сообщений о судебных процессах.